# Eleição municipal de Sorocaba em 2012
A eleição municipal da cidade brasileira de Sorocaba ocorreu em 7 de outubro e 28 de outubro (2º turno para prefeito) de 2012 para eleger um prefeito, um vice-prefeito e 20 vereadores para a administração da cidade. O atual prefeito é Vítor Lippi, do PSDB, que terminará seu mandato em 31 de dezembro de 2012 e não pode concorrer à reeleição. O prefeito eleito foi Antonio Carlos Pannunzio do PSDB, com 51,04% dos votos válidos, e governou a cidade pelo período de 1º de janeiro de 2013 a 01 de janeiro de 2017

## Prefeito

### Candidatos
|  | Nº | Candidato                | Partido | Vice                                    | Coligação                                                                                                |
|  | -- | ------------------------ | ------- | --------------------------------------- | --- |
|  | 45 | Antonio Carlos Pannunzio | PSDB    | Edith Maria Garboggini Di Giorgi (PSDB) | "Amor e Respeito por Sorocaba" PSC / PR / PMN / PSB / PRP / PSDB / PPL / PSD / PT do B                   |
|  | 13 | Iara Bernardi            | PT      | José Carlos Fernandes, Triniti (PT)     | PT e PSL                                                                                                 |
|  | 50 | Raul Marcelo de Souza    | PSOL    | Amarildo Aparecido dos Santos (PSOL)    | Partido não coligado                                                                                     |
|  | 15 | Renato Amary             | PMDB    | José Antônio Bolina (PTB)               | "Sorocaba do Bem" PRB / PP / PDT / PTB / PMDB / PTN / PPS / DEM / PSDC / PRTB / PHS / PTC / PV / PC do B |

### Resultados

#### Prefeito - 1º Turno
Resultado do 1º turno da eleição para prefeito.
| 1º Turno 7 de outubro de 2012   | 1º Turno 7 de outubro de 2012 | 1º Turno 7 de outubro de 2012 | 1º Turno 7 de outubro de 2012 |
| Candidato(a)                    | Vice                          | Votação                       | Votação                       |
| Candidato(a)                    | Vice                          | Total                         | Porcentagem                   |
| ------------------------------- | ----------------------------- | ----------------------------- | ----------------------------- |
| Renato Amary (PMDB)             | José Antônio Bolina (PTB)     | 127.685                       | 39,00%                        |
| Antonio Carlos Pannunzio (PSDB) | Edith Di Giorgi (PSDB)        | 116.526                       | 35,60%                        |
| Raul Marcelo (PSOL)             | Amarildo dos Santos (PSOL)    | 48.865                        | 14,93%                        |
| Iara Bernardi (PT)              | Triniti (PT)                  | 34.288                        | 10,47%                        |
| Total de votos válidos          | Total de votos válidos        | 327.364                       | 100,00%                       |
| Votos apurados                  |                               |                               |                               |
| Votos válidos                   | Votos válidos                 | 327.364                       | 90,85%                        |
| Votos em branco                 | Votos em branco               | 12.879                        | 3,57%                         |
| Votos nulos                     | Votos nulos                   | 20.110                        | 5,58%                         |
| Total de votos apurados         | Total de votos apurados       | 360.353                       | 100,00%                       |
| Eleitores                       |                               |                               |                               |
| Comparecimento                  | Comparecimento                | 360.353                       | 84,28%                        |
| Abstenções                      | Abstenções                    | 67.189                        | 15,72%                        |
| Total de eleitores              | Total de eleitores            | 427.542                       | 100,00%                       |

#### Prefeito - 2º Turno
Resultado do 2º turno da eleição para prefeito, em ordem alfabética dos candidatos.
| 2º Turno 28 de outubro de 2012  | 2º Turno 28 de outubro de 2012 | 2º Turno 28 de outubro de 2012 | 2º Turno 28 de outubro de 2012 |
| Candidato(a)                    | Vice                           | Votação                        | Votação                        |
| Candidato(a)                    | Vice                           | Total                          | Porcentagem                    |
| ------------------------------- | ------------------------------ | ------------------------------ | ------------------------------ |
| Antonio Carlos Pannunzio (PSDB) | Edith Di Giorgi (PSDB)         | 162.829                        | 51,04%                         |
| Renato Amary (PMDB)             | José Antônio Bolina (PTB)      | 156.220                        | 48,96%                         |
| Total de votos válidos          | Total de votos válidos         | 319.049                        | 100,00%                        |
| Votos apurados                  |                                |                                |                                |
| Votos válidos                   | Votos válidos                  | 319.049                        | 90,83%                         |
| Votos em branco                 | Votos em branco                | 10.619                         | 3,02%                          |
| Votos nulos                     | Votos nulos                    | 21.605                         | 6,15%                          |
| Total de votos apurados         | Total de votos apurados        | 351.273                        | 100,00%                        |
| Eleitores                       |                                |                                |                                |
| Comparecimento                  | Comparecimento                 | 351.273                        | 82,16%                         |
| Abstenções                      | Abstenções                     | 76.269                         | 17,84%                         |
| Total de eleitores              | Total de eleitores             | 427.542                        | 100,00%                        |

## Vereadores
Resultado oficial da eleição para vereadores, com os 30 mais bem votados, incluindo os 20 eleitos.
| Candidato(a)            | Número | Partido | Coligação           | Votação | Votação     |
| Candidato(a)            | Número | Partido | Coligação           | Votos   | Porcentagem |
| ----------------------- | ------ | ------- | ------------------- | ------- | ----------- |
| Helio Godoy             | 55055  | PSD     | PPL / PSD / PT do B | 7.046   | 2,26%       |
| Fernando Dini           | 15300  | PMDB    | PMDB / PPS / DEM    | 7.004   | 2,25%       |
| Crespo                  | 25222  | DEM     | PMDB / PPS / DEM    | 6.913   | 2,22%       |
| Anselmo Neto            | 11123  | PP      | PP / PTN            | 6.912   | 2,22%       |
| Marinho Marte           | 23645  | PPS     | PMDB / PPS / DEM    | 5.138   | 1,65%       |
| Miss. Rodrigo Manga     | 11111  | PP      | PP / PTN            | 4.778   | 1,53%       |
| Izídio de Brito         | 13333  | PT      | PT / PSL            | 4.670   | 1,50%       |
| Irineu Toledo           | 10000  | PRB     | PRB / PTB           | 4.555   | 1,46%       |
| Waldecir Morelly        | 44555  | PRP     | PRP                 | 4.548   | 1,46%       |
| Francisco França        | 13510  | PT      | PT / PSL            | 4.465   | 1,43%       |
| Cláudio Sorocaba I      | 22675  | PR      | PR / PMN            | 4.435   | 1,42%       |
| Silvano - Tonão Silvano | 15627  | PMDB    | PMDB / PPS / DEM    | 4.374   | 1,40%       |
| Yabiku                  | 45688  | PSDB    | PSC / PSB / PSDB    | 4.151   | 1,33%       |
| Vitão do Cachorrão      | 10123  | PRB     | PRB / PTB           | 3.975   | 1,27%       |
| Eng. Martinez           | 45670  | PSDB    | PSC / PSB / PSDB    | 3.969   | 1,27%       |
| Fausto Peres            | 15630  | PMDB    | PMDB / PPS / DEM    | 3.835   | 1,23%       |
| Pr. Apolo               | 40123  | PSB     | PSC / PSB / PSDB    | 3.786   | 1,21%       |
| Paulo Mendes            | 45045  | PSDB    | PSC / PSB / PSDB    | 3.488   | 1,12%       |
| Muri                    | 44333  | PRP     | PRP                 | 3.374   | 1,08%       |
| Neusa Maldonado         | 45678  | PSDB    | PSC / PSB / PSDB    | 3.232   | 1,04%       |
| Jessé Loures            | 43670  | PV      | PHS / PV            | 3.144   | 1,01%       |
| Carlos Leite            | 13650  | PT      | PT / PSL            | 3.139   | 1,01%       |
| Saulo da Afro Arts      | 44044  | PRP     | PRP                 | 3.066   | 0,98%       |
| Jorjão                  | 13123  | PT      | PT / PSL            | 2.947   | 0,95%       |
| Pr. Luis Santos         | 33007  | PMN     | PR / PMN            | 2.895   | 0,93%       |
| Tc. Rozendo             | 43611  | PV      | PHS / PV            | 2.842   | 0,91%       |
| Dr Helio Brasileiro     | 15123  | PMDB    | PMDB / PPS / DEM    | 2.763   | 0,89%       |
| Ditão Oleriano          | 33680  | PMN     | PR / PMN            | 2.663   | 0,85%       |
| Fernanda Garcia         | 50550  | PSOL    | PSOL                | 2.562   | 0,82%       |
| Vitor do Super José     | 44100  | PRP     | PRP                 | 2.554   | 0,82%       |

| Tipo de votos válidos   | Tipo de votos válidos   | Tipo de votos válidos | Tipo de votos válidos |
| ----------------------- | ----------------------- | --------------------- | --------------------- |
| Votos nominais          | Votos nominais          | 90,09%                | 280.877               |
| Votos em legenda        | Votos em legenda        | 9,91%                 | 30.904                |
| Total de votos válidos  | Total de votos válidos  | 100,00%               | 311.781               |
| Votos apurados          |                         |                       |                       |
| Votos válidos           | Votos válidos           | 86,52%                | 311.781               |
| Votos em branco         | Votos em branco         | 6,59%                 | 23.747                |
| Votos nulos             | Votos nulos             | 6,89%                 | 24.825                |
| Total de votos apurados | Total de votos apurados | 100,00%               | 360.353               |
| Eleitores               |                         |                       |                       |
| Comparecimento          | Comparecimento          | 84,28%                | 360.353               |
| Abstenções              | Abstenções              | 15,72%                | 67.189                |
| Total de eleitores      | Total de eleitores      | 100,00%               | 427.542               |

#### Representação numérica das coligações na Câmara Municipal
| Coligação       | Votos  | Votos válidos(%) | Número de Vereadores |
| PMDB/PPS/DEM    | 59.250 | 18,63            | 4                    |
| PSDB/PSB/PSC    | 42.546 | 13,38            | 3                    |
| PRP             | 39.120 | 12,30            | 3                    |
| PT/PSL          | 36.430 | 11,46            | 3                    |
| PR/PMN          | 27.145 | 8,54             | 2                    |
| PP/PTN          | 24.231 | 7,62             | 2                    |
| PHS/PV          | 22.767 | 7,16             | 1                    |
| PRB/PTB         | 20.034 | 6,30             | 1                    |
| PPL/PSD/PT do B | 17.519 | 5,51             | 1                    |

A base do Prefeito eleito Antonio Carlos Pannunzio obteve minoria na Câmara, com nove cadeiras, representadas por Helio Godoy (PSD), Waldecir Morelly (PRP), Cláudio Sorocaba I (PR), Yabiku (PSDB), Eng. Martinez (PSDB), Pr. Apolo (PSB), Muri (PRP), Saulo da Afro Arts (PRP) e Pr. Luis Santos (PMN).
A oposição foi liderada pela coligação que apoiava a candidatura do ex-prefeito Renato Amary, com oito vereadores eleitos, Fernando Dini (PMDB), Crespo (DEM), Anselmo Neto (PP), Marinho Marte (PPS), Miss. Rodrigo Manga (PP), Irineu Toledo (PRB), Silvano - Tonão Silvano (PMDB) e Jessé Loures (PV), seguidos pela coligação que apoiava a candidatura à prefeita de Iara Bernardi, com 3 vereadores petistas eleitos, Izídio de Brito, Francisco França e Carlos Leite.

## Influência religiosa
Um dos pontos que tiveram influência na campanha e no resultado das eleições foi a busca dos candidatos pelo apoio de setores religiosos.
Na eleição legislativa, dos 20 vereadores eleitos, 7 deles são diretamente ligados a doutrinas religiosas, ou receberem apoio das mesmas. Estes foram Anselmo Neto e Carlos Leite, da Igreja Católica; o missionário Rodrigo Manga, da Igreja Mundial do Poder de Deus; Irineu Toledo, da Igreja Universal do Reino de Deus; pastor Luís Santos, da Igreja Evangélica; pastor Apolo, da Igreja do Evangelho Quadrangular; e Fernando Dini, cujo tio é um dos comandantes da seita Santo Daime.
Durante a campanha a prefeitura sorocabana, a agenda de alguns candidatos também esteve pautada em reuniões e encontros com religiosos. Antonio Carlos Pannunzio e sua vice, Edith Di Giorgi, foram condenados pela justiça eleitoral a pagar multa de R$ 6 mil por campanha eleitoral em igreja evangélica. Por veicular propaganda eleitoral em templo religioso, o candidato Renato Amary também foi multado, no valor de R$ 2 mil.

## Lei da Ficha Limpa
Uma das novidades da eleição de 2012 foi a aplicação da lei da Ficha Limpa. Em Sorocaba, os dois candidatos a prefeito que disputaram o segundo turno, e o ex-presidente da câmara tiveram a possibilidade da candidatura ser impugnada durante o processo eleitoral.

### João Donizeti
O postulante a vereador João Donizeti Silvestre (PSDB) não conseguiu se reeleger, mesmo recebendo 6.144 votos e sendo o quinto mais bem votado. O candidato teve sua candidatura impugnada devido a rejeição das contas na Câmara Legislativa de Sorocaba em 2004, quando foi presidente da mesma.
O recurso pedido pelo candidato junto ao TSE foi indeferido em decisão monocrática da ministra Laurita Vaz, que considerou que João Donizeti se enquadra na lei de improbidade administrativa.

### Renato Amary
Em 20 de agosto de 2012, Renato Amary teve a candidatura a prefeito indeferida pelo TRE em decisão unânime, por ser condenado por improbidade administrativa. A assessoria do político entrou com recurso no TSE, que em decisão monocrática do ministro Dias Toffoli reformou a decisão do TRE, liberando a candidatura de Renato.
No dia 25 de outubro, faltando três dias para o segundo turno, a decisão definitiva foi dada em votação no TSE, por 5 votos a 1, sendo favorável ao candidato Amary. No entendimento da corte, não houve dano ao patrimônio público ou enriquecimento ilícito por parte do candidato durante seu mandato de prefeito, o que não o enquadraria na lei de improbidade administrativa.